# Tomasz Szachowski
Tomasz Szachowski (ur. 3 lutego 1947 w Warszawie) – polski dziennikarz muzyczny, muzykolog i krytyk muzyczny, specjalizujący się w muzyce klasycznej i jazzowej. Jest znawcą jazzu fortepianowego, w tym nurtu chopinowskiego. W latach 1967–1974 był gitarzystą i klawiszowcem (grywał także na harmonijce ustnej) w wielu warszawskich zespołach rockowych i około rockowych.

## Życiorys
Uczył się gry na fortepianie. Absolwent Politechniki Warszawskiej oraz Instytutu Muzykologii Uniwersytetu Warszawskiego. W latach 60. i 70. XX w., jako muzyk związany był z klubem Stodoła. Pełnił wówczas rolę gitarzysty i klawiszowca w zespołach: Kwadraty (1967-1968), Pesymiści (1968-1969), Klub Pickwicka (1969), Grupa Bluesowa „Stodoła” (1969-1970), Portrety (1970-1971; nagrania radiowe i płytowe), zesp. Stana Borysa (1971-1972; będąc członkiem tej grupy wystąpił w filmie, pt. Uciec jak najbliżej; nagrania radiowe), Dylemat (1971-1974), Andrzej i Eliza (1972 – sesja nagraniowa longplaya Drzewo Rodzinne), Gramine (1973-1974; 1974 – sesja nagraniowa albumu, pt. Gramine). W 1974 roku porzucił scenę muzyczną i rozpoczął pracę w Polskim Radio – najpierw w Programie III, zaś po 1981 roku w Programie II, prowadząc takie audycje, jak: Wieczór Płytowy, Radio Kontakt, Muzyczny Turniej, Letnie Noce, czy cykle jazzowe (np. Jazz Piano Forte). Tomasz Szachowski ma na swym koncie także kilka nagród, m.in. Złoty Mikrofon (1992) i Nagrodę Fundacji MEACULTURA za wybitne osiągnięcia w dziedzinie krytyki muzycznej (2017). W latach dziewięćdziesiątych prowadził zajęcia autorskie na Uniwersytecie Warszawskim, których tematem była muzyka rozrywkowa ze szczególnym uwzględnieniem historii jazzu. Od lat siedemdziesiątych publikuje swoje teksty w Jazz Forum; prowadzi działalność wydawniczą, m.in. zajmuje się projektowaniem książeczek do płyt. Bywa także konferansjerem podczas koncertów.